# Résolution 424 du Conseil de sécurité des Nations unies
Membres permanents
- Chine
- États-Unis
- France
- Royaume-Uni
- URSS

Membres non permanents
- Allemagne de l'Ouest
- Bolivie
- Canada
- Gabon
- Inde
- Koweït
- Mauritanie
- Nigéria
- Tchécoslovaquie
- Venezuela

Résolution no 423 Résolution no 425
La résolution 424 du Conseil de sécurité des Nations unies a été adoptée à l'unanimité le 17 mars 1978. Après avoir entendu les représentations de la Zambie, le Conseil de sécurité s'est déclaré préoccupé par les attaques non provoquées contre le pays par le « régime raciste illégal » de Rhodésie du Sud, qui ont entraîné des morts et des destructions de biens en Zambie. Les forces de sécurité rhodésiennes ont affirmé qu'elles avaient attaqué des bases de guérilla dans le pays. 
Le Conseil a rappelé ses résolutions précédentes, notamment 423 (1978), 326 (1973), 403 (1977), 406 (1977) et 411 (1977), condamnant la Rhodésie du Sud pour ses attaques en Angola, au Botswana, au Mozambique et en Zambie qui constituaient une menace pour la paix et la sécurité internationales. Il a également réitéré son appel à la libération des peuples du Zimbabwe et de la Namibie afin d'assurer la paix dans la région et a condamné l'apartheid en Afrique du Sud. Le Conseil a ajouté qu'il soutient les Etats qui soutiennent la libération de ces territoires.
La résolution se termine en ajoutant que si d'autres actes de la Rhodésie du Sud sont commis contre les pays voisins, le Conseil prendra les mesures appropriées et, si nécessaire, en se fondant sur le Chapitre VII de la Charte des Nations unies.

## Voir également
- Guerre du Bush de Rhodésie du Sud